# Dreux
Dreux là một xã trong tỉnh Eure-et-Loir, thuộc vùng hành chính Centre-Val de Loire của nước Pháp, có dân số là 31.849 người (thời điểm 1999). Dreux nằm khoảng 90 km về phía tây của Paris.

## Nhân khẩu học
| 1946   | 1954   | 1962   | 1968   | 1975   | 1982   | 1990   | 1999   |
| ------ | ------ | ------ | ------ | ------ | ------ | ------ | ------ |
| 14.184 | 16.818 | 21.589 | 29.409 | 33.102 | 33.379 | 35.230 | 31.849 |

## Các thành phố kết nghĩa
- Bautzen, Đức
- Melsungen, Đức